# Trametes versicolor
Trametes versicolor  (Carl von Linné, 1753 ex Curtis Gates Lloyd, 1920), sin. Coriolus versicolor (Carl von Linné, 1753 ex Lucien Quélet, 1886), Polyporus versicolor (Carl von Linné, 1753 ex ex Elias Magnus Fries, 1821), din încrengătura Basidiomycota în familia Polyporaceae și de genul Trametes, denumită în popor coada curcanului, fusta țigăncii, iasca de cioată a foioaselor sau scorțar, este o specie foarte comună necomestibilă, medicinală și saprofagă, ce descompune lemnul pe cioate, trunchiuri căzute aflate în putrefacție și lemn stivuit, producând putregaiul alb. Este apreciată pentru că "igienizează" pădurile, adică descompune lignina, reciclează substanțe organice și săruri minerale pe care le eliberează după o lungă perioada de timp. Ciupercile se dezvoltă în România, Basarabia și Bucovina de Nord pe lemn mort de foioase (fag, mesteacăn, plop, salcie, stejar), prin livezi pe măr și cireș, uneori chiar și pe cel de rășinoase, dezvoltându-se în grupuri de nu rar zeci de exemplare, dispuse în rozetă sau suprapuse, adesea concrescute la bază. Pot fi găsite de la câmpie la munte în aproape orice anotimp al anului. Trăiește doar câte un sezon.

## Taxonomie

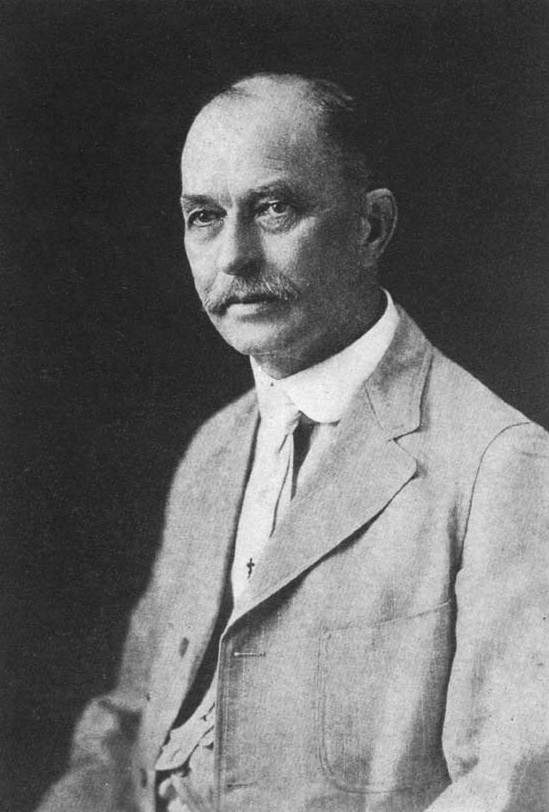
Curtis Gates Lloyd

Numele binomial a fost determinat drept Boletus versicolor de renumitul savant suedez Carl von Linné în volumul 2 al operei sale Species Plantarum din 1753. Apoi, mai întâi compatriotul lui, Elias Magnus Fries, a transferat specia la genul Polyporus sub păstrarea epitetului, de verificat în volumul 1 al trilogiei sale Systema Mycologicum din anul 1821,, iar, în 1886, micologul francez Lucien Quélet a determinat genul nou Coriolus (astăzi sinonim al genului Trametes), redenumind specia în Coriolus versicolor, de citit în cartea sa Enchiridion Fungorum in Europa Media et Praesertim in Gallia Vigentium. Ambii taxoni mai sunt folosiți până în prezent în lucrări micologice.
Numele curent valabil (2020) însă este Trametes versicolor, creat în 1920, de micologul american Curtis Gates Lloyd (1859-1926) pe baza numelui binomial al lui Linné. Descrierea și motivarea lui se pot urmării în publicația din jurnalul Mycological Writings.
Soiul a mai fost descris deseori sub alte nume generice sau în multe variații, taxoni acceptați sinonim care nu sunt folosiți și astfel neglijabili.
Numele generic se trage din cuvântul (latină trames=curs, cărare, potecă, trecere), iar Epitetul este derivat din cuvintele (latină versus=bandă, brazdă, șir) și (latină color=colorit, culoare, nuanță sau aspect exterior, frumusețe, luciu), adică o referire la multiplele culori amenajate în benzi pe care le pot avea aceste ciuperci.
Denumirea populară „coada curcanului” provine de la desenul policrom de pe suprafața pălăriilor care este oarecum asemănător cu o coada înfoiată de curcan.

## Descriere

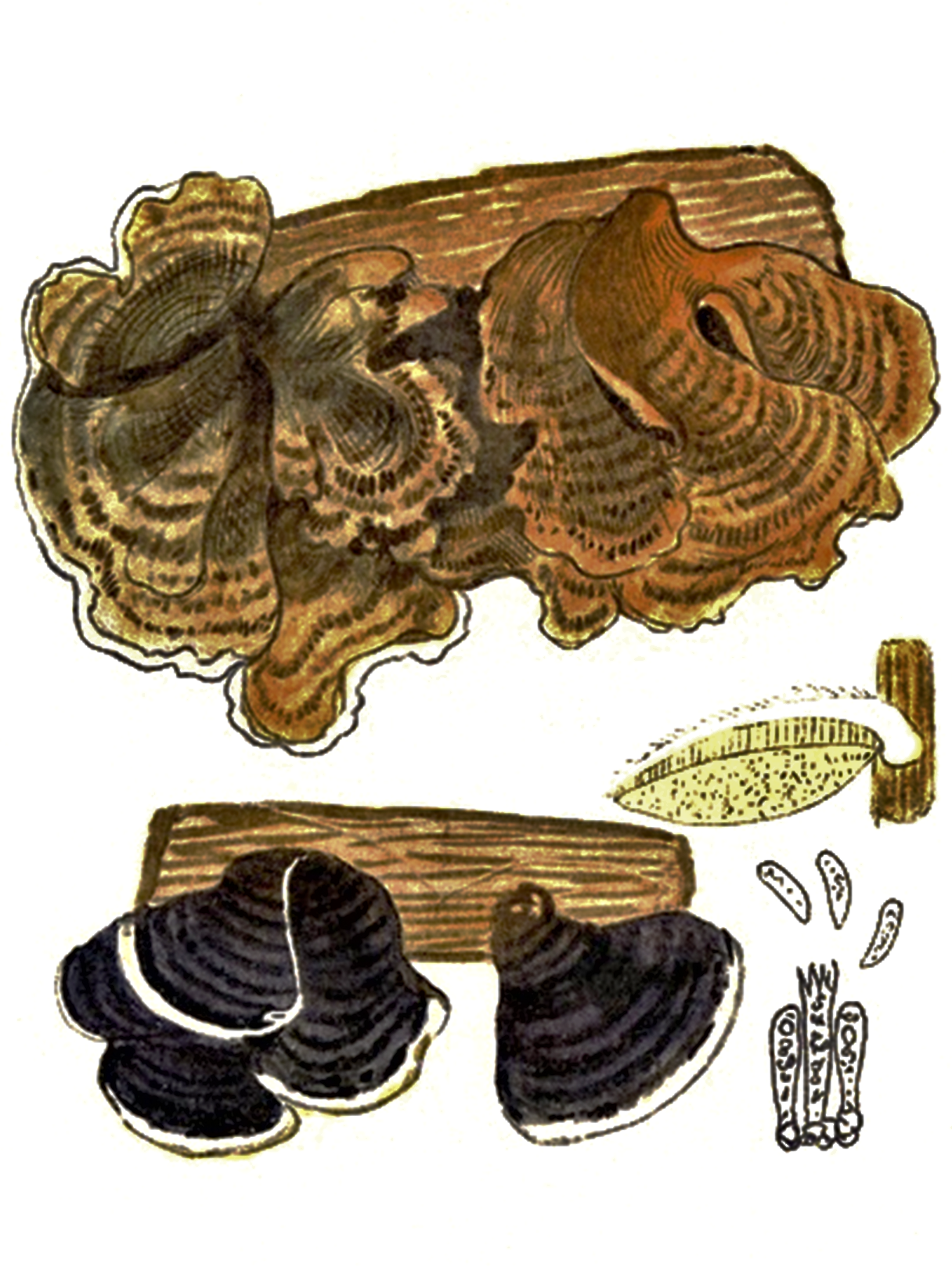
Bres.: Polystictus versicolor

- Pălăria: are un diametru de 4-10 cm și o înălțime de 1-4 cm, este foarte subțire, scorțoasă, și elastică, având forma unui evantai sau unei scoici cu marginea ondulată și crestată. Cuticula pubescentă cu numeroase zone concentrice diferit colorate, netede și lucioase, alternante cu altele, catifelate fin și mate, este de un colorit mai variabil decât la orice altă specie a genului. La început galben, poate merge de la cenușiu-gălbui, la brun-roșiatic, cafeniu, brun-albăstrui, verzui, până la negru-verzui, chiar și negru. Culorile benzilor deosebit de variate sunt în raport de configurația genetică a ciupercii, dar și de compoziția chimică a substratului nutritiv al bureților.
- Tuburile: albuie și înguste sunt extrem de scurte, nedepășind 1-1,5 cm. Ele sunt adesea concrescute cu carnea pălăriei.
- Porii: sunt foarte mici și rotunjori, inițial albi, apoi gălbui și la bătrânețe chiar ocru-roșiatici.
- Piciorul: în general nu are picior. Uneori dezvoltă un peduncul foarte scurt și neînsemnat.
- Carnea: este foarte puțină cantitativ, pieloasă, tare și scorțoasă. Are la început un miros insistent, aproape neplăcut de ciuperci care dispară cu timpul și un gust blând. Este dăunată de adulții unor specii de coleoptere (din familia Ciidae) de asemenea, de larve și adulți ale unor specii de diptere (Chloropidae, Ditomyiidae, Fanniidae, Cecidomyiidae, Mycetophilidae, Platypezidae, Pediciidae).
- Caracteristici microscopice Sporii alungit elipsoidali, aproape cilindrici și slab curbați sunt mici, netezi, neamiloizi (nu se decolorează cu reactivi de iod) și hialini (translucizi) cu un conținut granular și o mărime de 6-8 x 2-3 microni. Pulberea lor este albă. Basidiile cu 4 sterigme fiecare sunt cilindric clavate, cu catarame și măsoară 12-18 x 4-6 microni. Cistide (elemente sterile situate în stratul himenal sau printre celulele din pielița pălăriei și a piciorului, probabil cu rol de excreție) du un aspect asemănător sunt ceva mai mici.[16][17]
- Reacții chimice nu sunt cunoscute.[4][6][18]

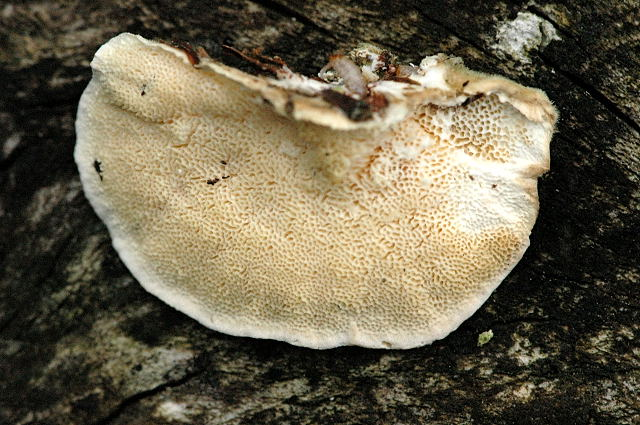
T. versicolor pe dedesubt
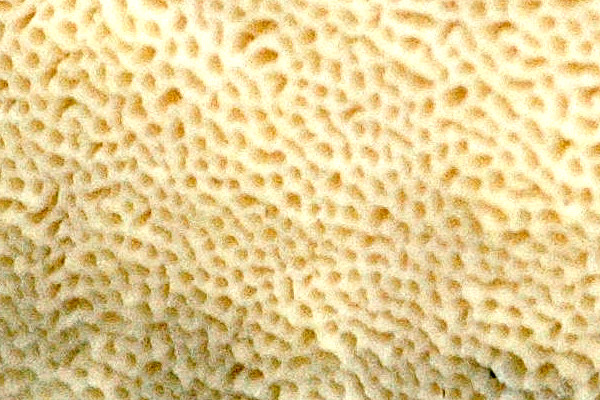
T. versicolor, pori din apropiere
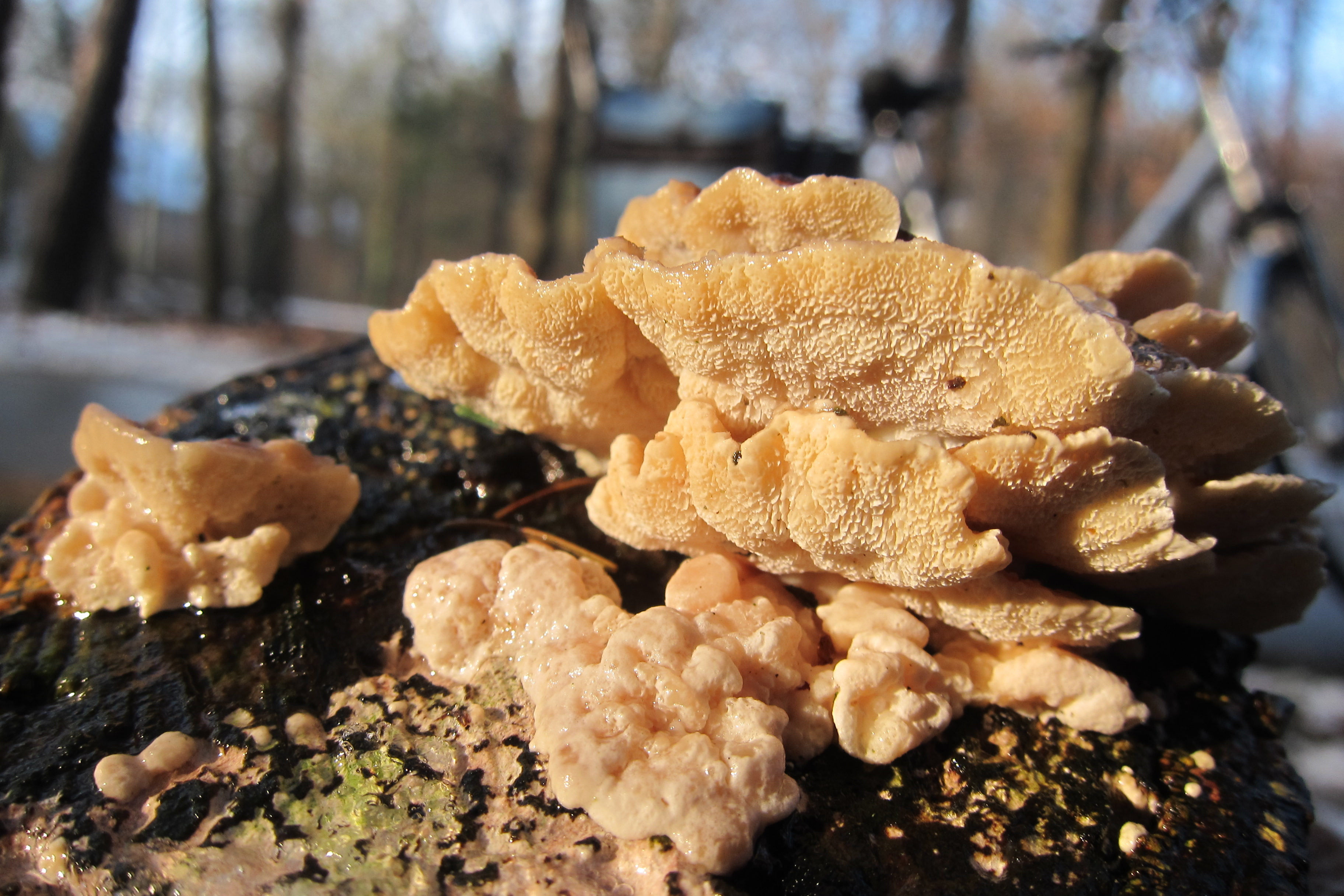
T. versicolor tinere
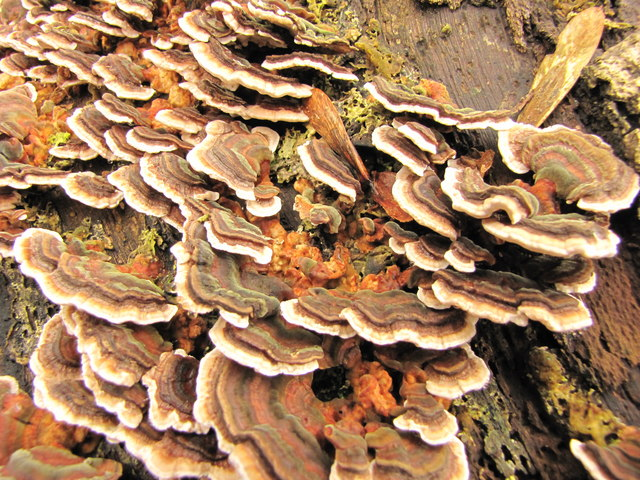
T. versicolor mature, de culoare deschisă
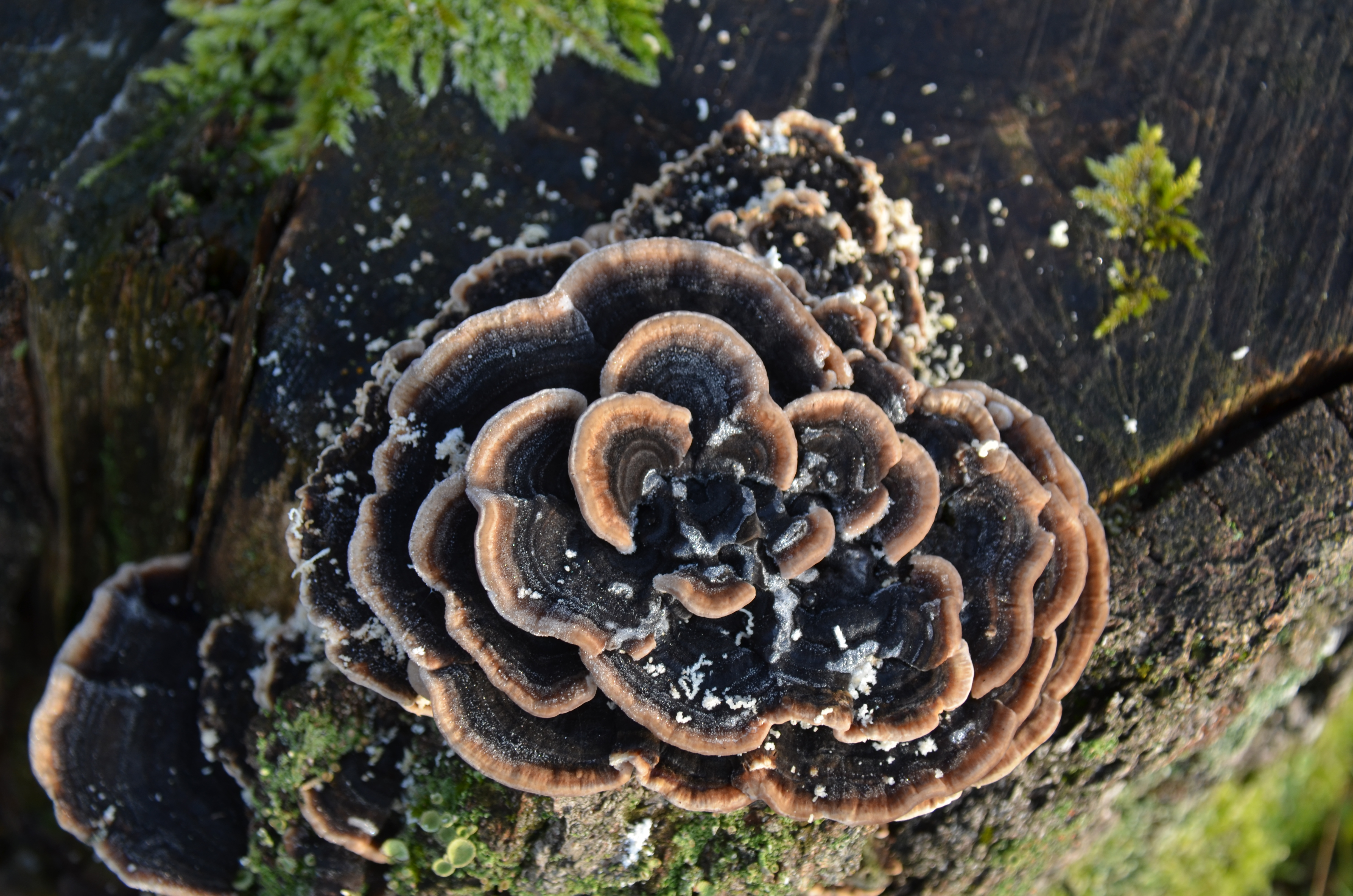
T. versicolor, mature, de culoare închisă
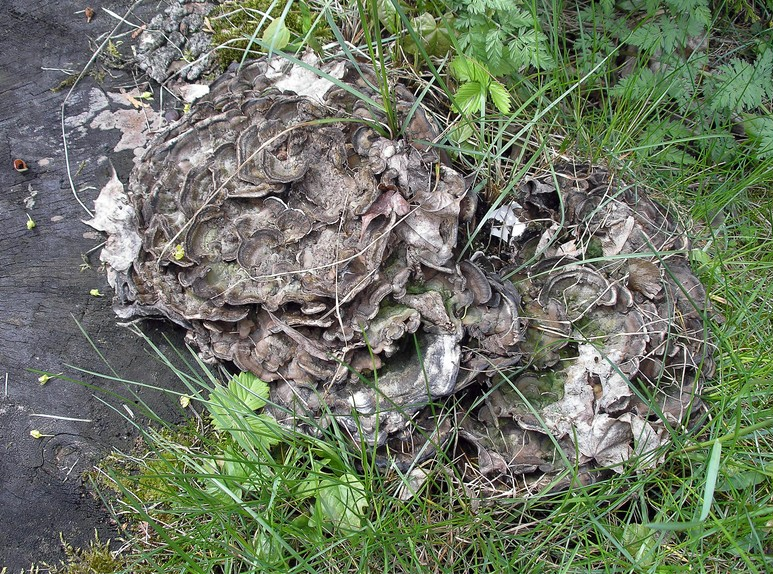
T. versicolor]] bătrâne

## Confuzii
Fusta țigăncii poate fi confundată cu alte specii saprofage și în majoritate necomestibile, ca de exemplu cu Bjerkandera adusta, Coriolopsis gallica sin. Trametes extenuata, Daedalea quercina sin. Trametes quercina, Daedaleopsis confragosa Meripilus giganteus, Stereum hirsutum, Stereum subtomentosum, Trametes cervina sin. Trametopsis cervina, Trametes cingulata, Trametes gibbosa, Trametes hirsuta, Trametes ochracea sin. Trametes zonata, Trametes pubescens, Trametes suaveolens și Trichaptum biforme, dar de asemenea cu exemplare tinere ale voluminoaselor Fomes fomentarius sau Ganoderma applanatum, În stadiul timpuriu de dezvoltare ar putea fi confundat cu Laetiporus sulphureus tânăr.

## Specii asemănătoare în imagini

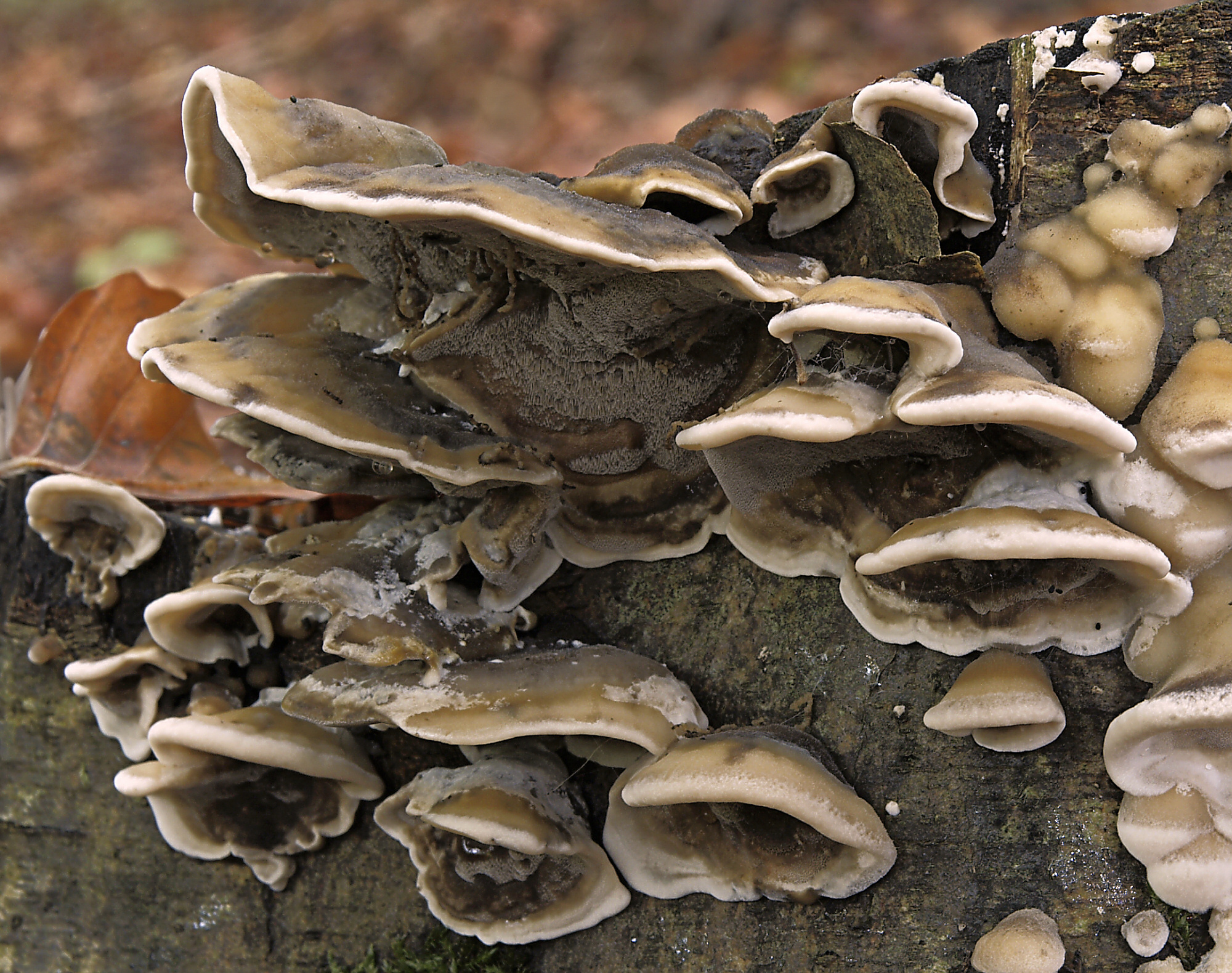
Bjerkandera adusta
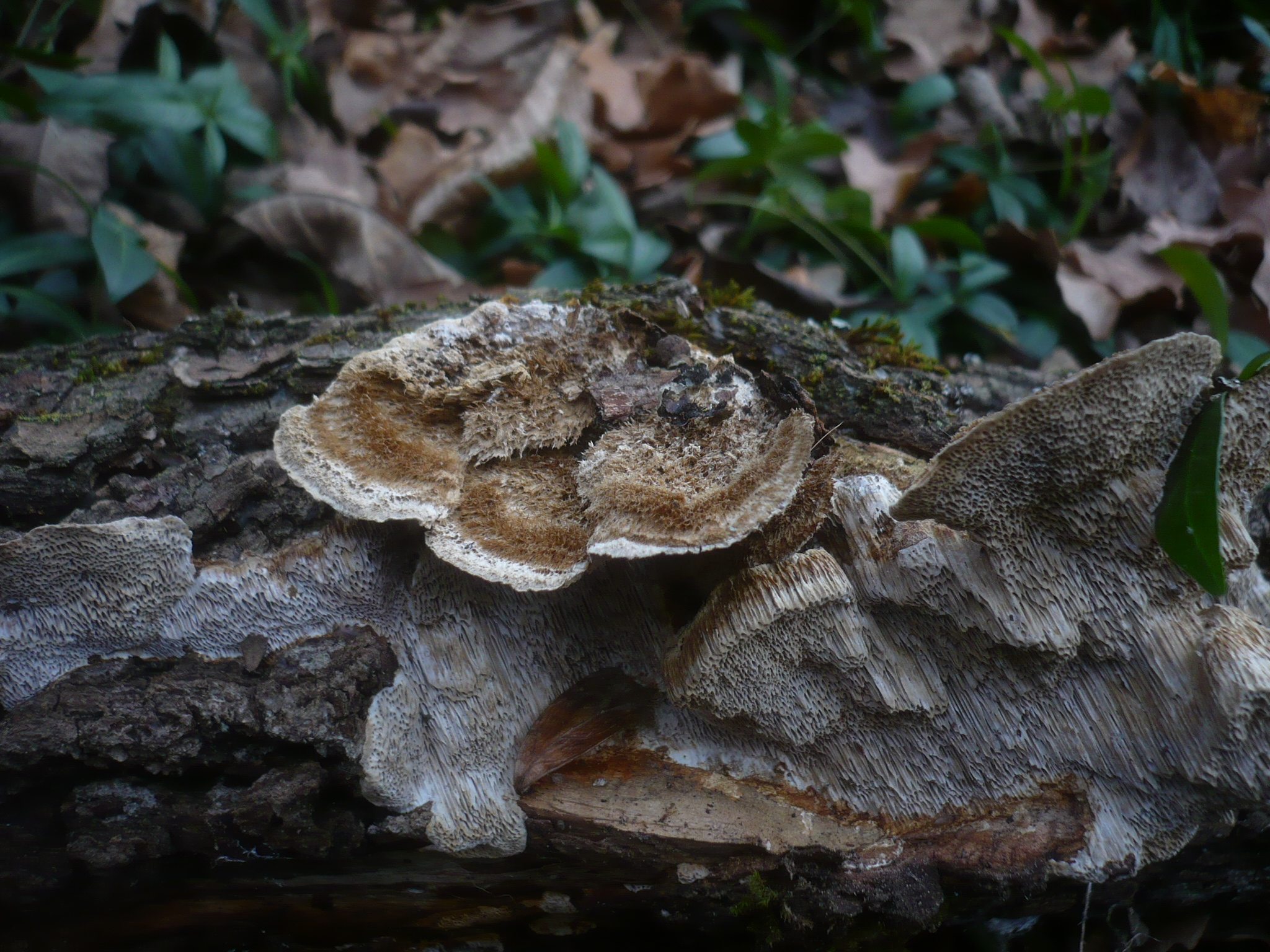
Coriolopsis gallica sin. Trametes extenuata
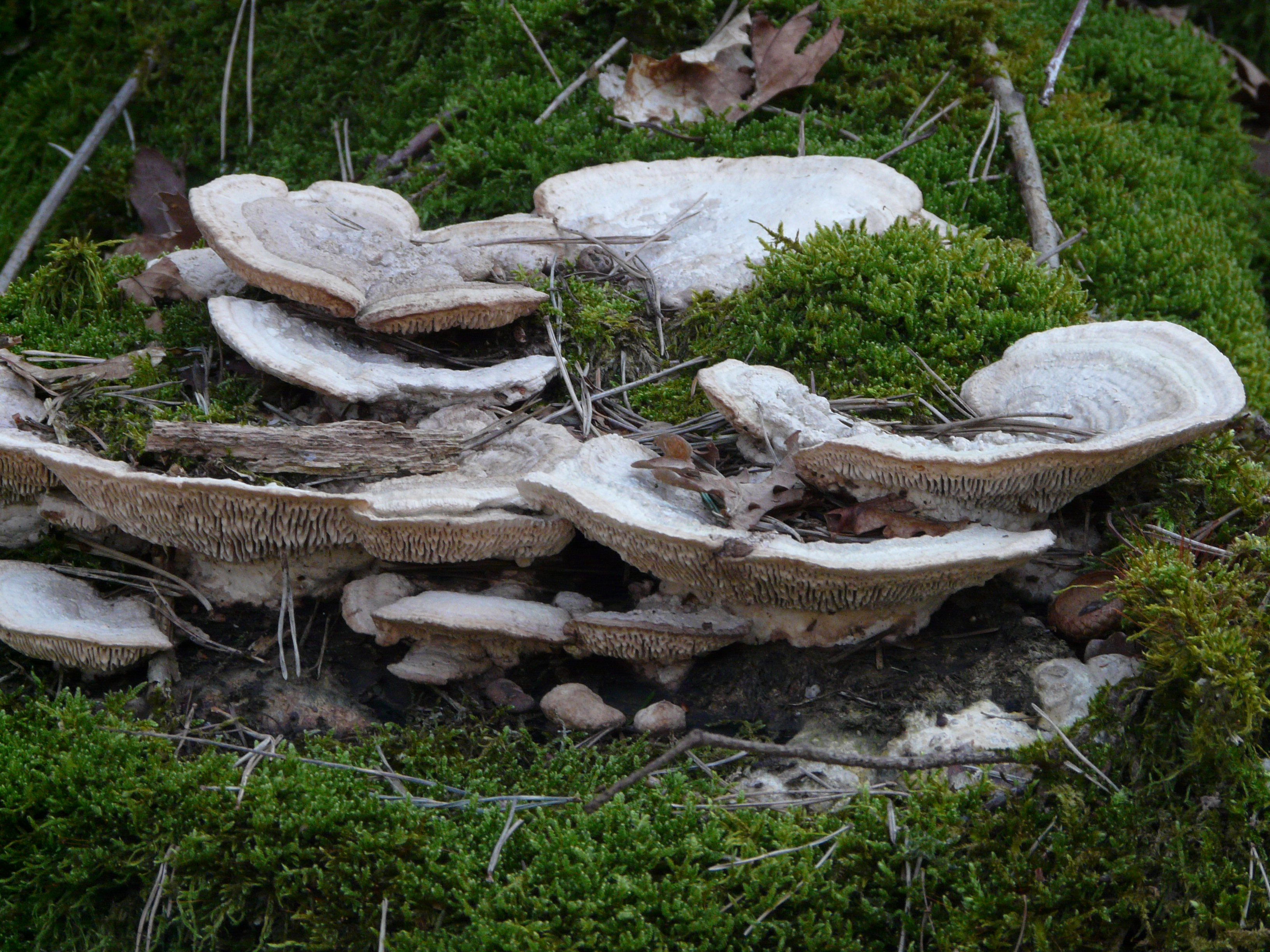
Daedalea quercina sin. Trametes quercina
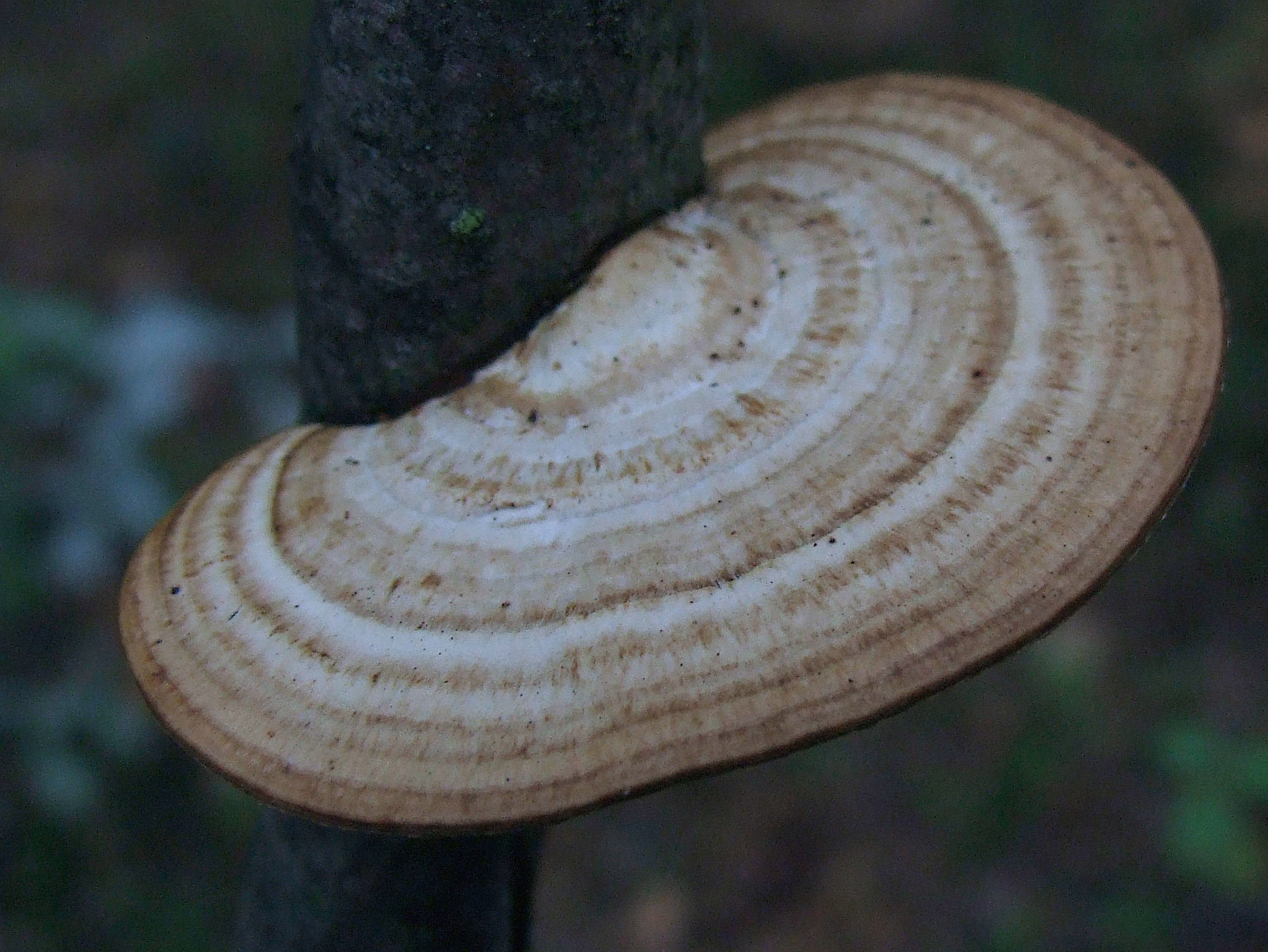
Daedaleopsis confragosa
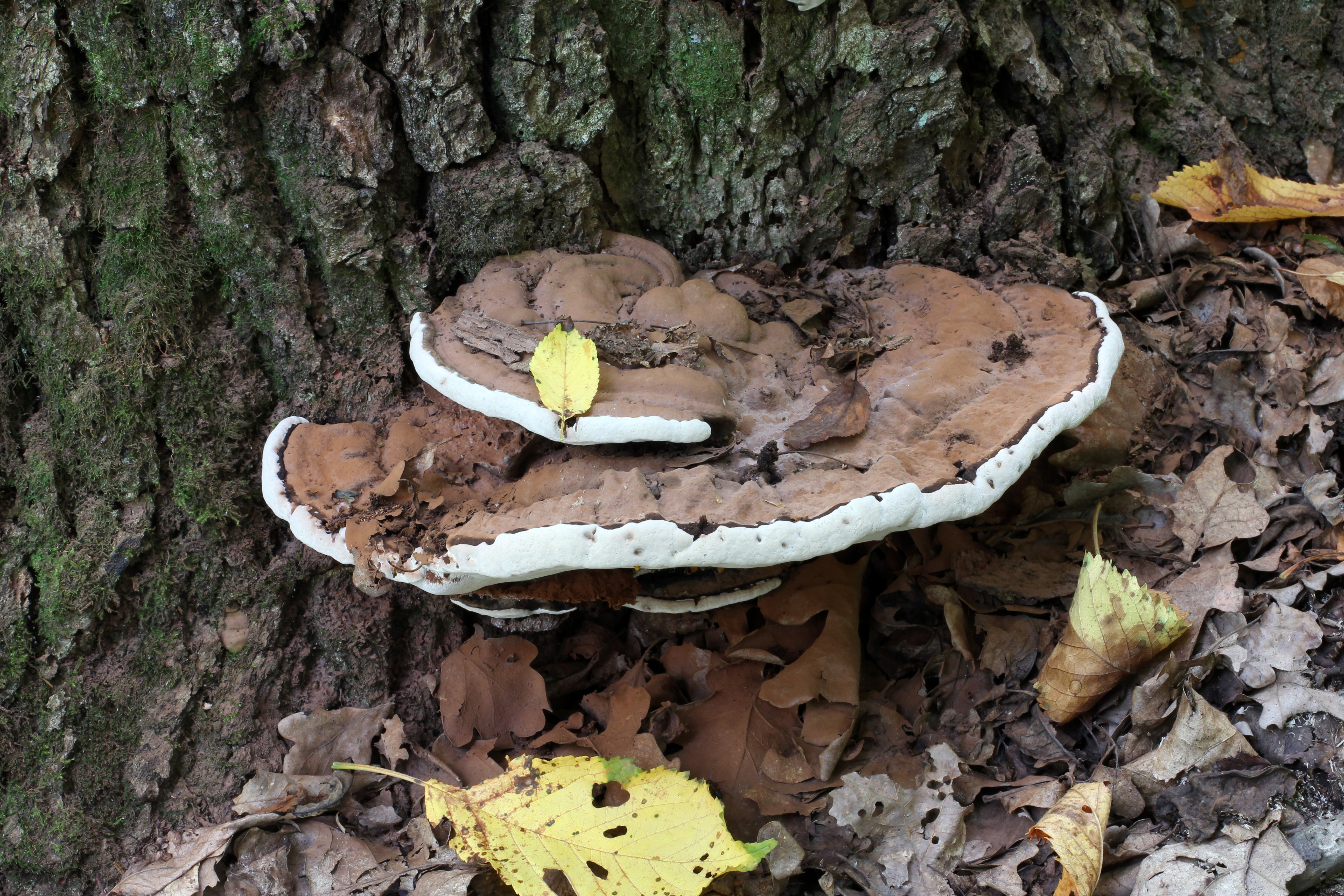
Ganoderma applanatum
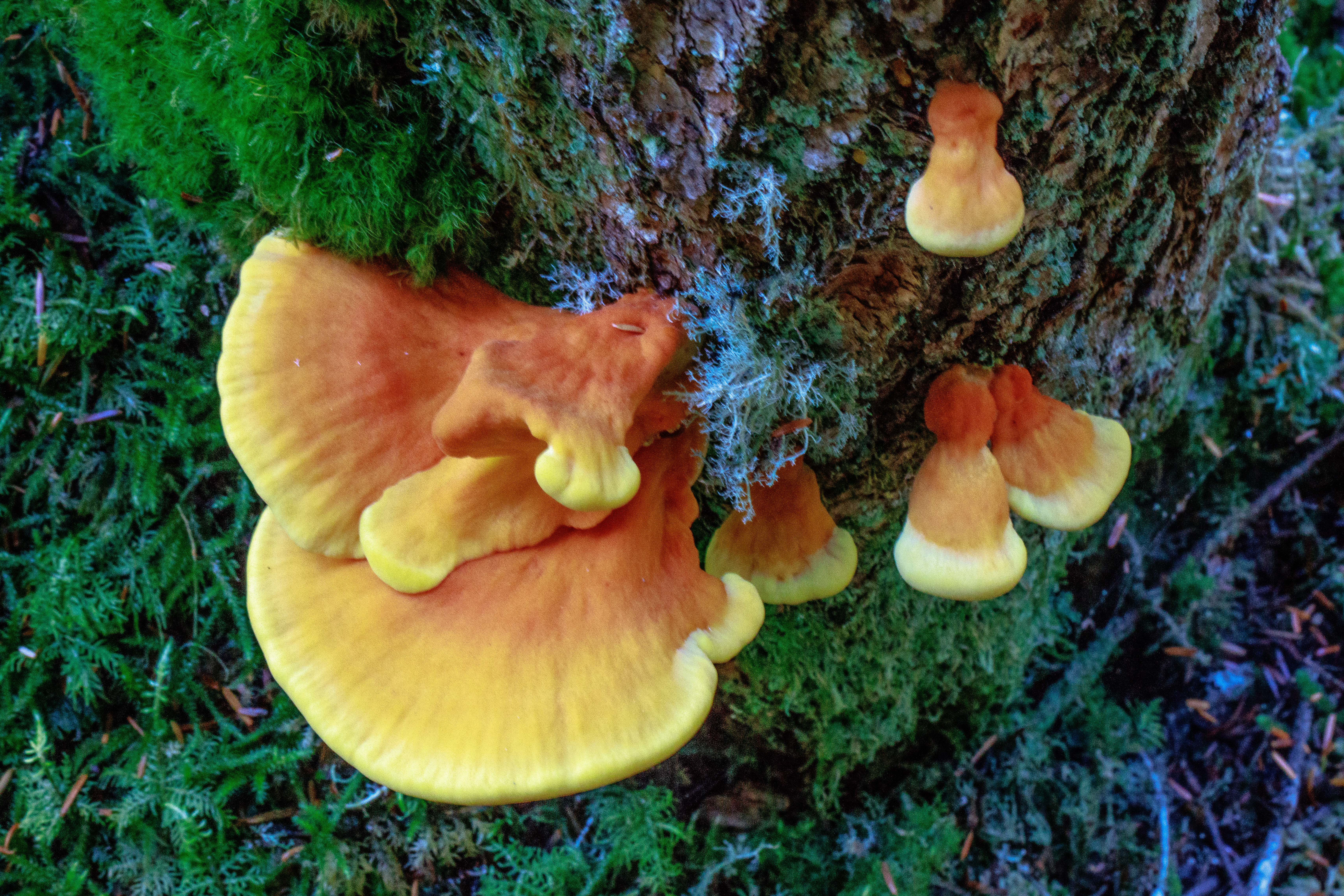
Laetiporus sulphureus tineri
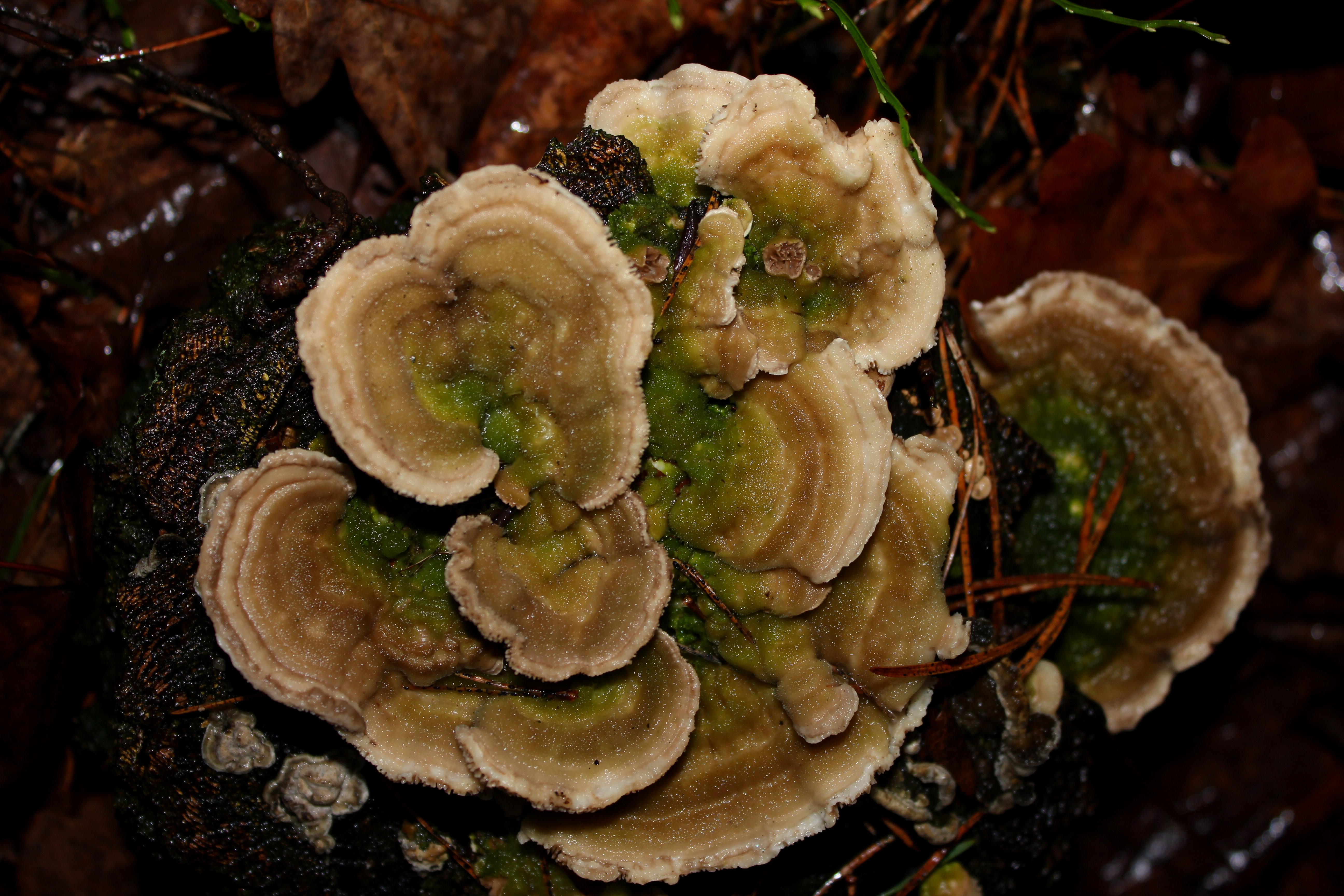
Meripilus giganteus
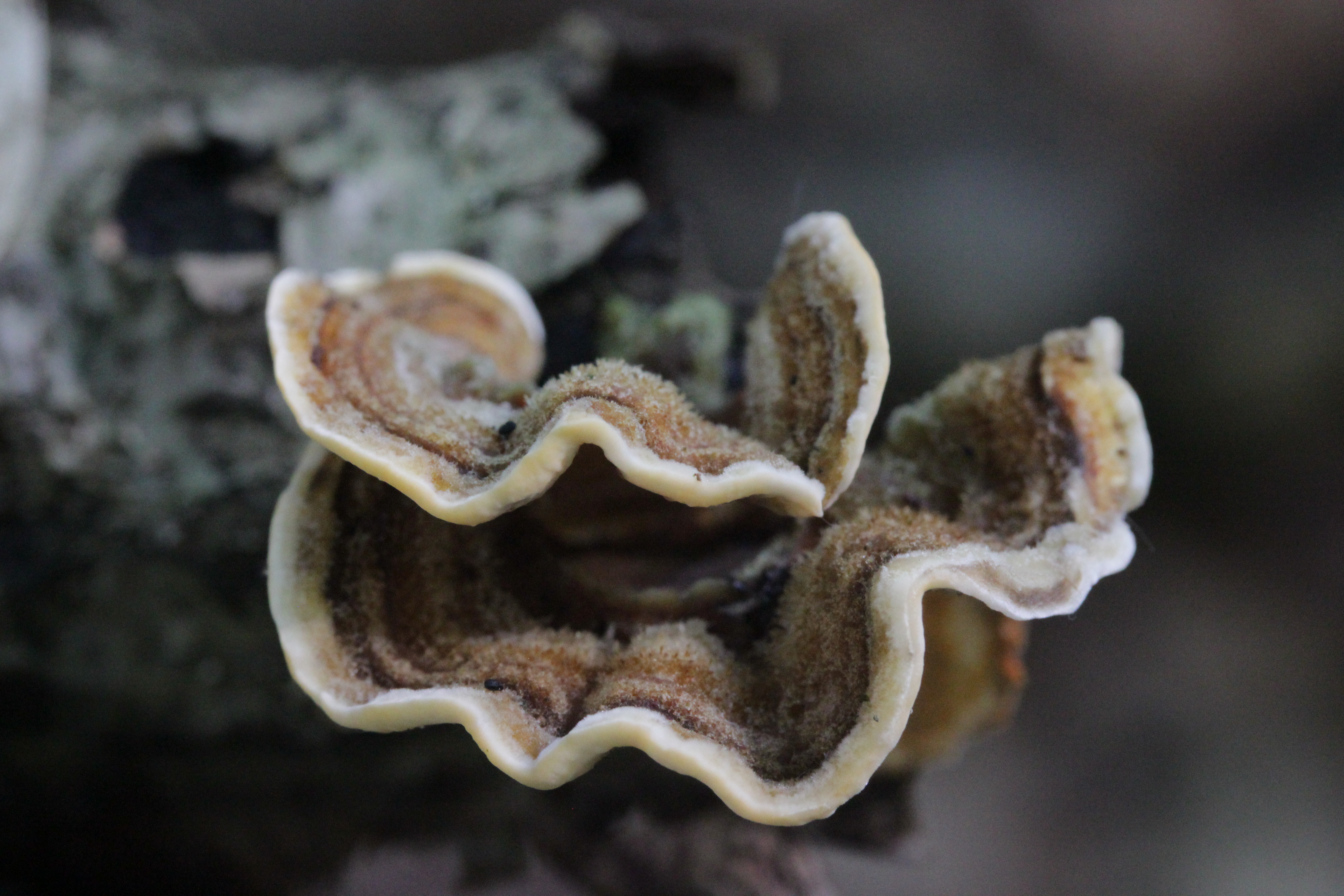
Stereum hirsutum
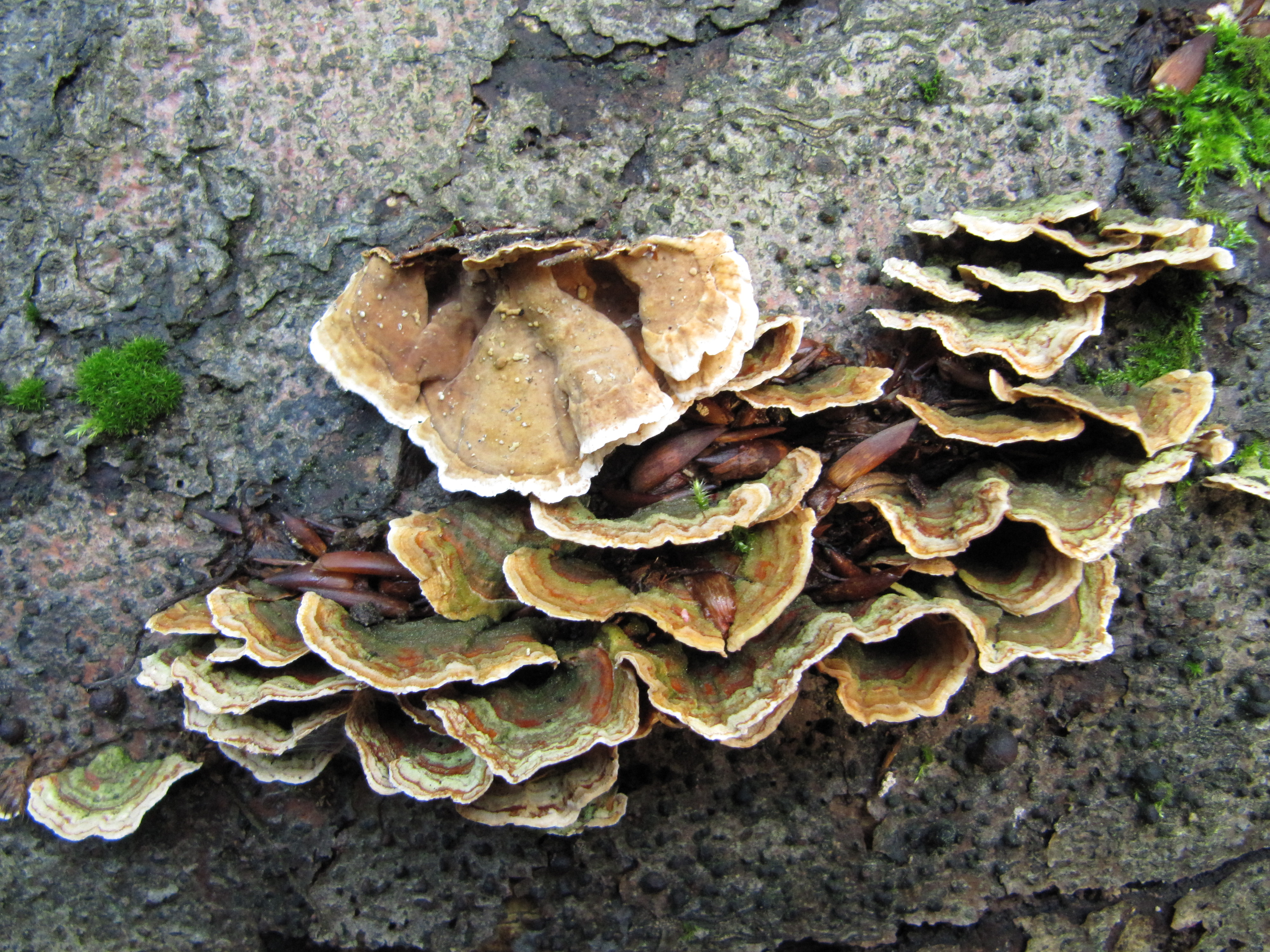
Stereum subtomentosum

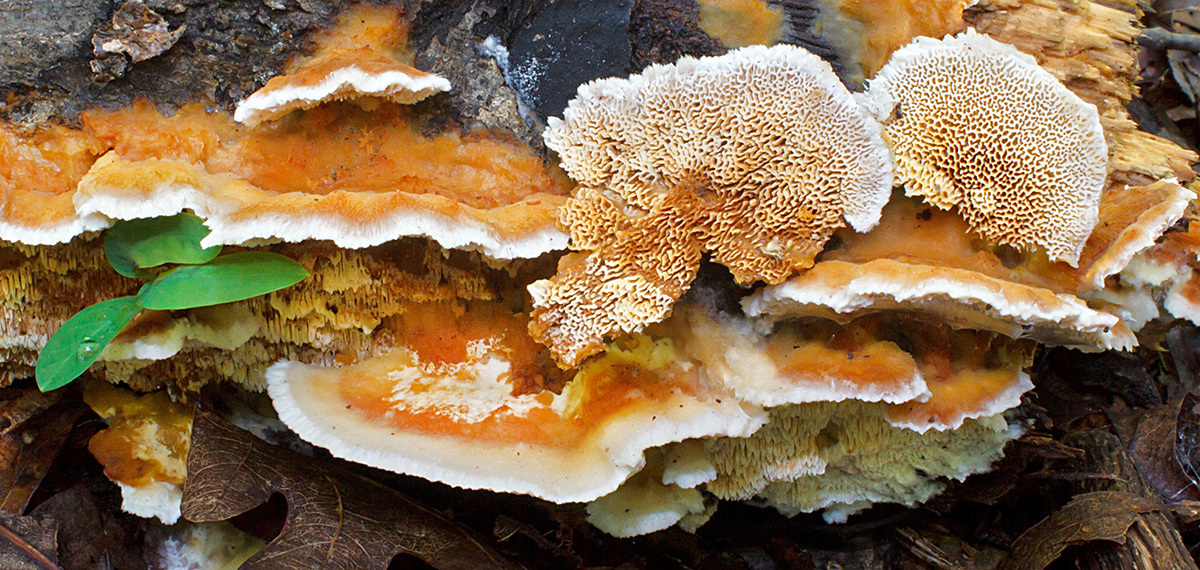
Trametes cervina sin. Trametopsis cervina
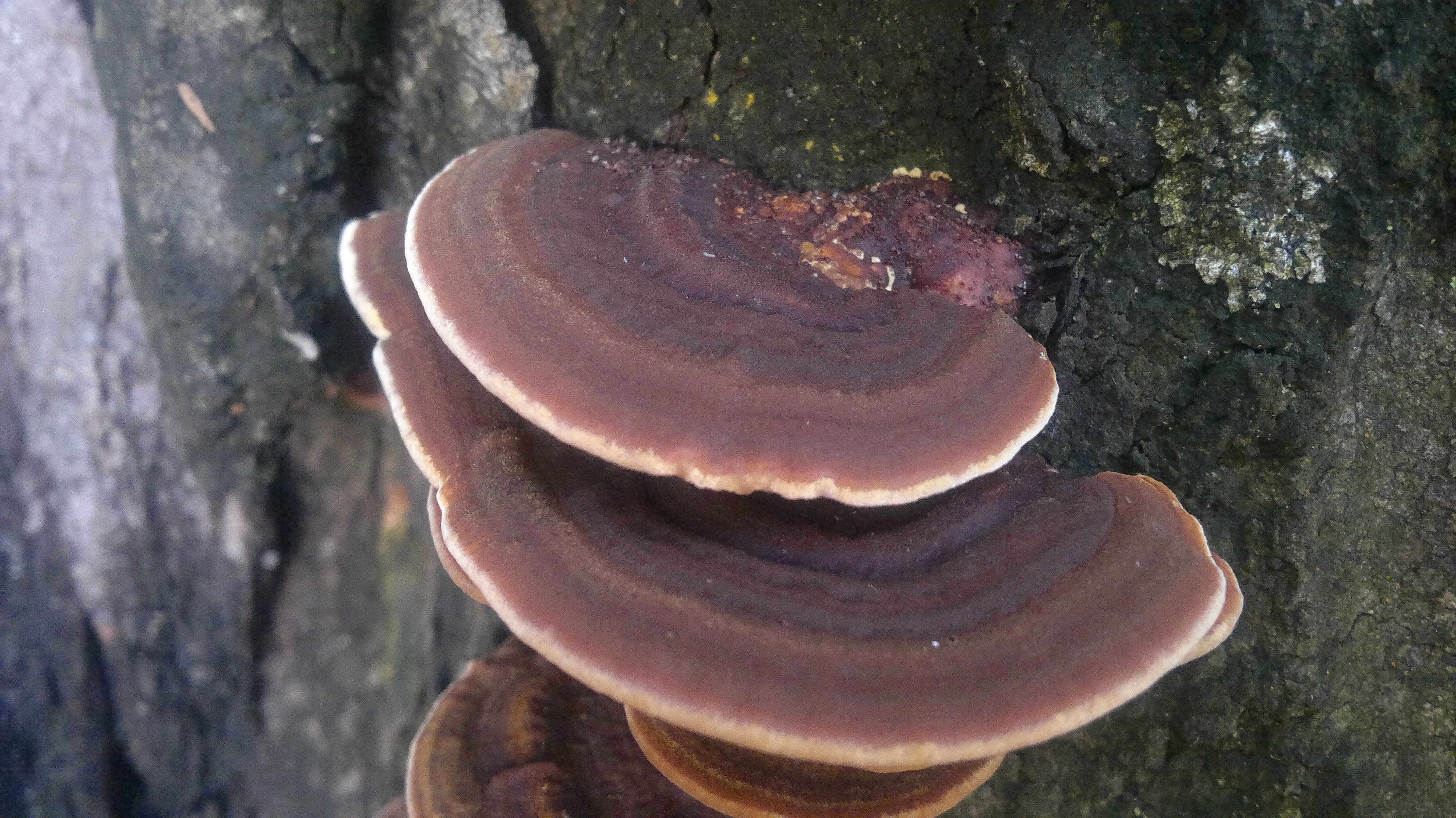
Trametes cingulata
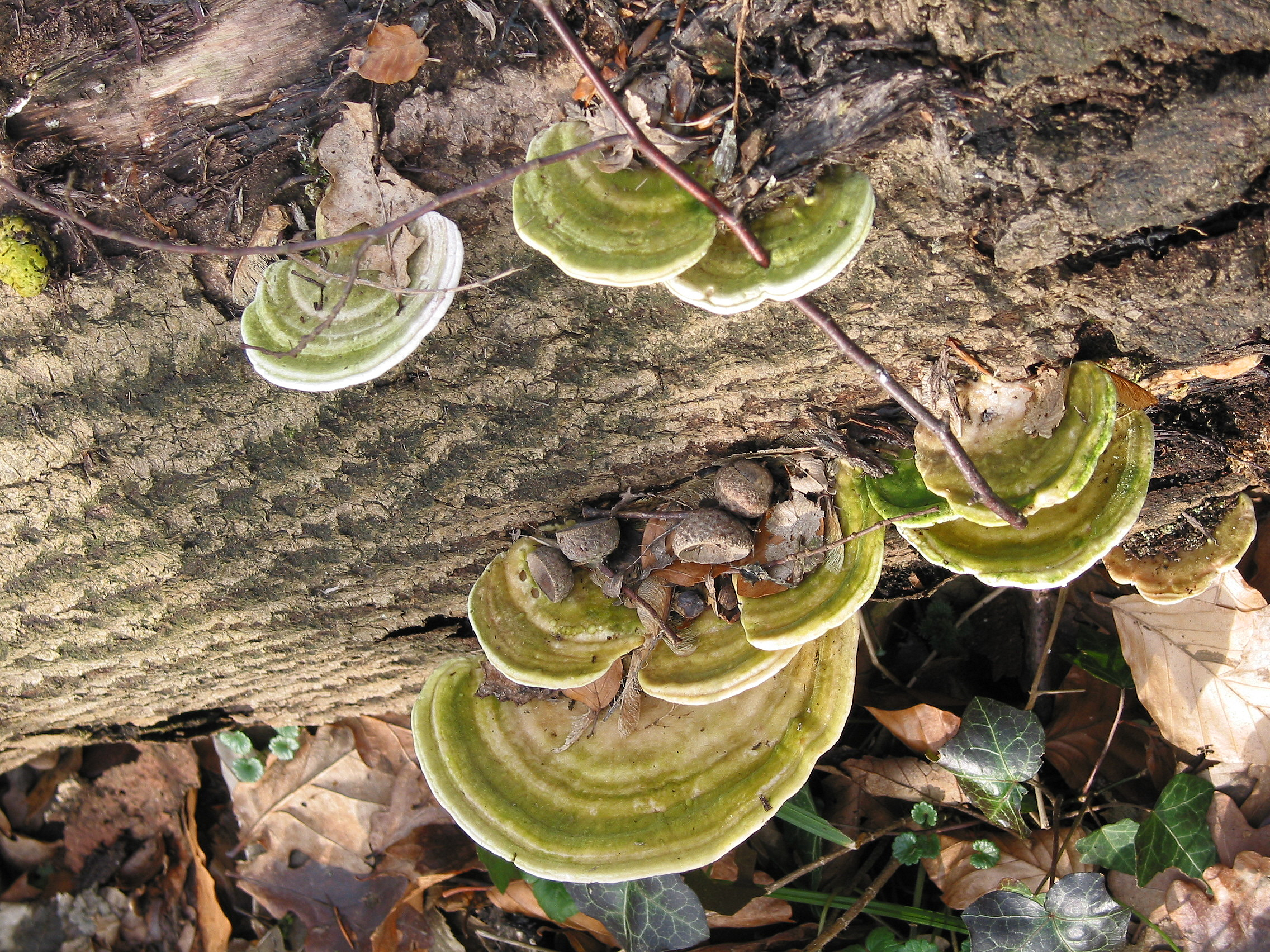
Trametes gibbosa
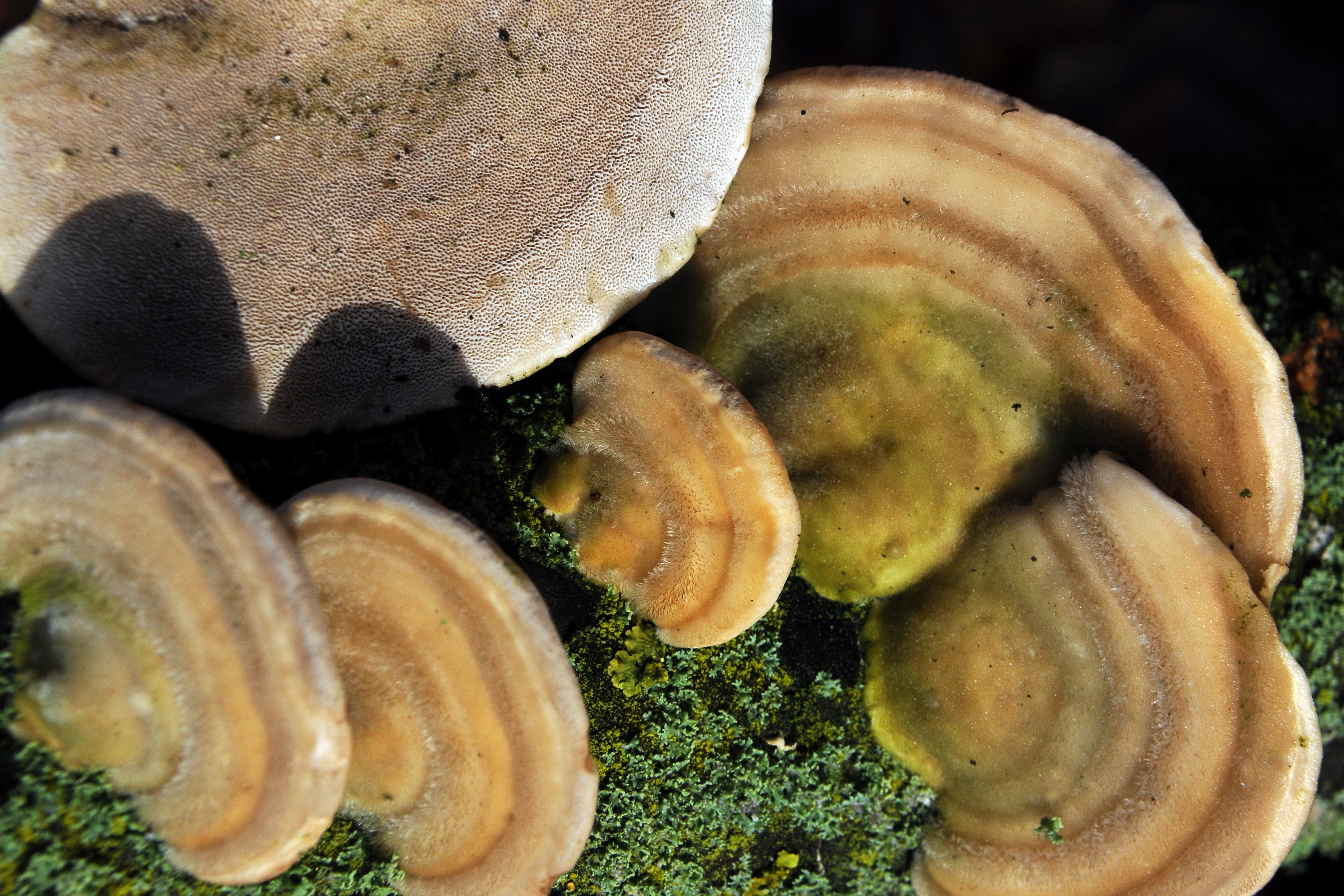
Trametes hirsuta
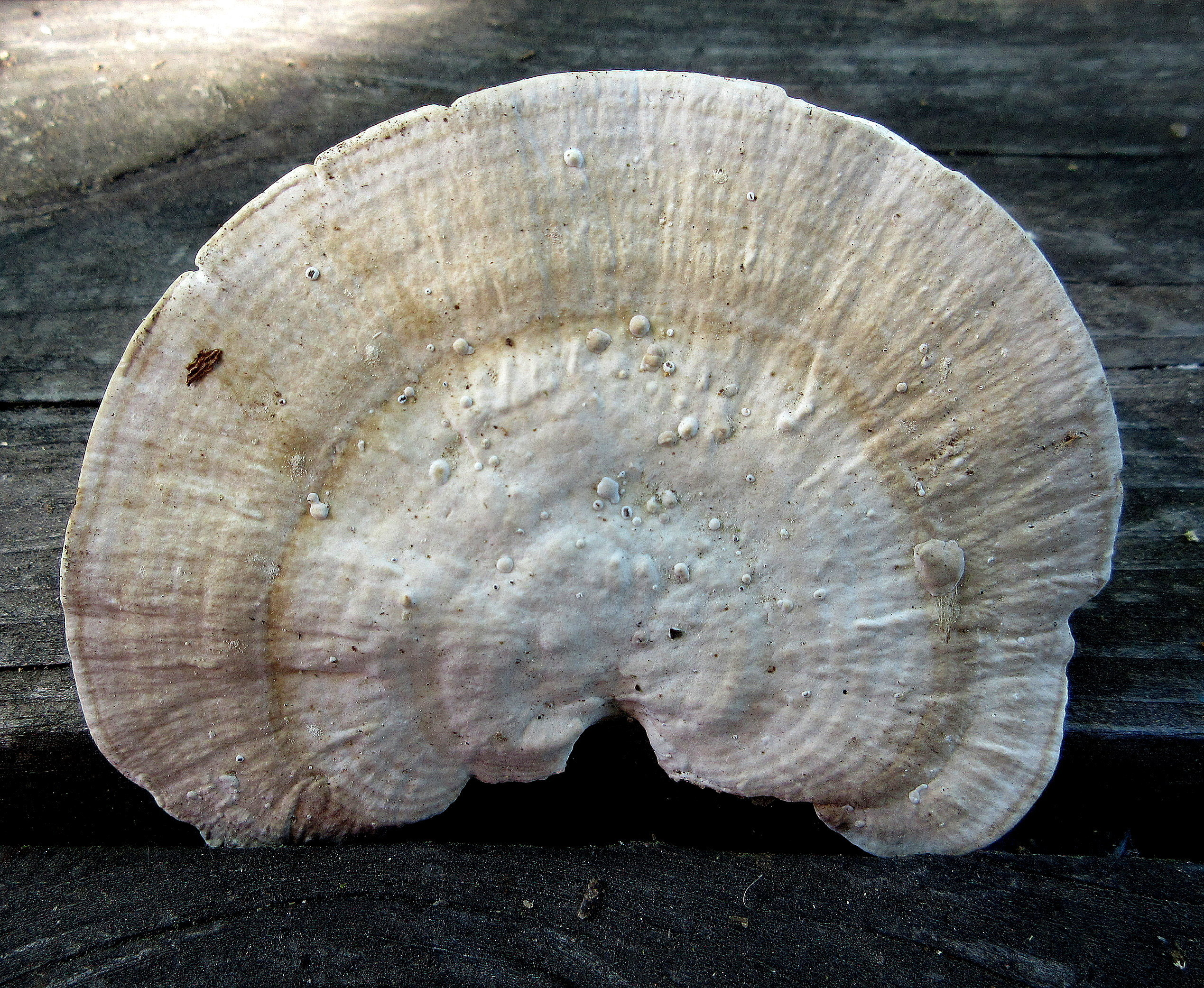
Trametes pubescens
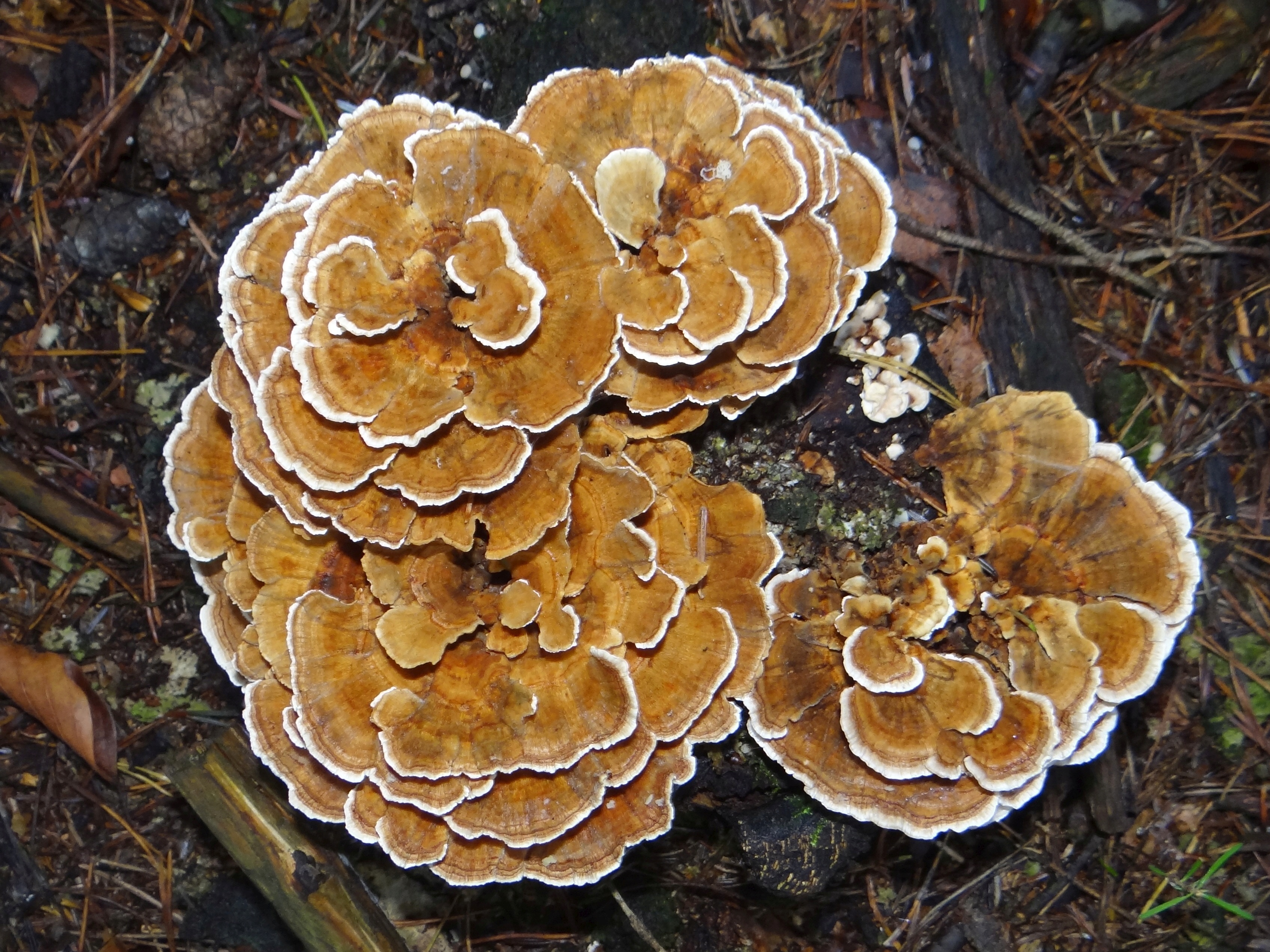
Trametes ochracea sin. Trametes zonata
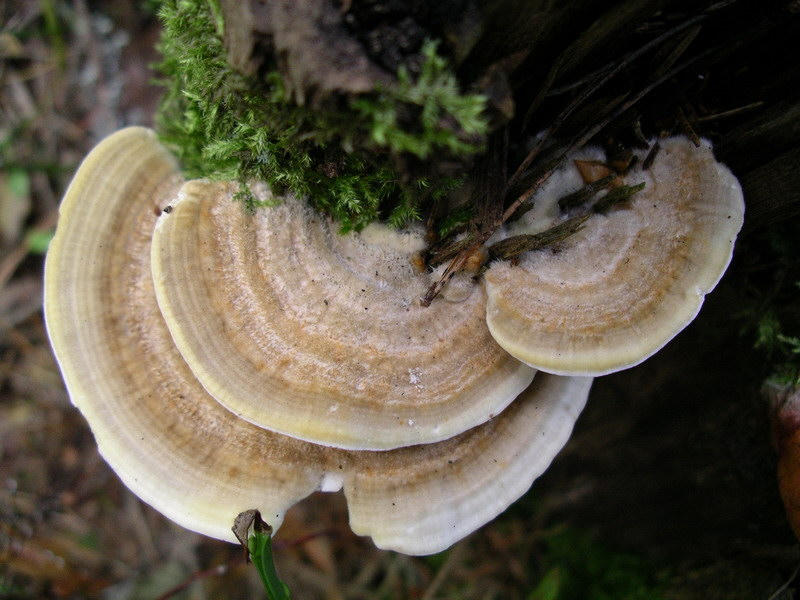
Trametes suaveolens
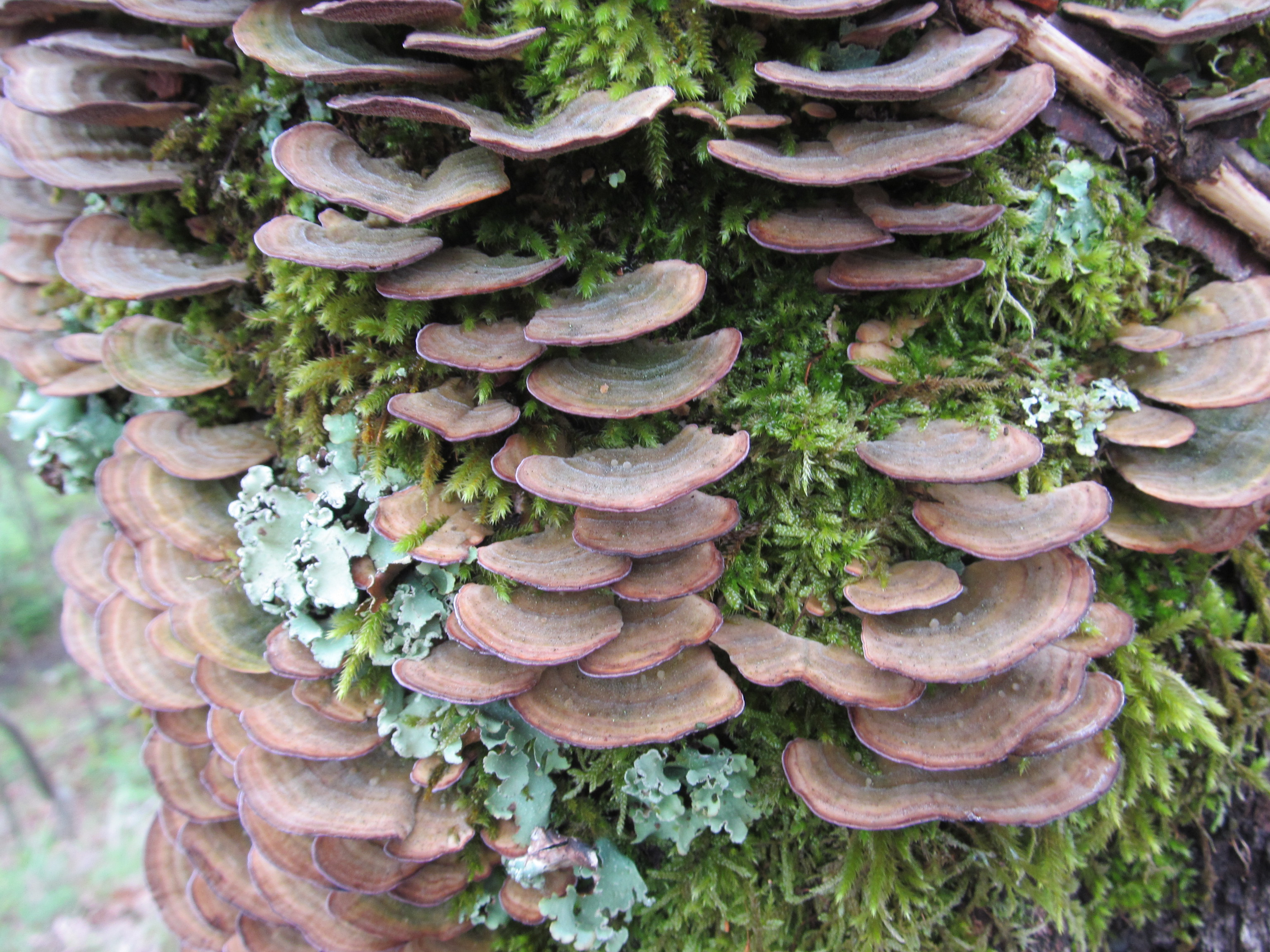
Trichaptum biforme

## Valorificare
Scorțarul nu este comestibil din cauza cârnii tari și pieloase, dar este considerat ciupercă medicinală (ciupercă vitală) în medicina alternativă (naturopatie) sau în medicina tradițională chineză (ca Yun Zhi) și cea japoneză pentru întărirea sistemul imunitar, datorită proprietăților sale imunologice, hepato-protective, antimicrobiene, imun-modulatorii, anti-tumorale, analgezice, efectuate prin conținutului de acid oleic, alcaloizi, glicoproteine și polizaharide (α și β-D glucani), polipeptide precum triterpene. Terapia cu aceste ciuperci este indicată în: imunodeficiență (HIV, HPV), cancer, de exemplu la cancerul ficatului, cancer osos, cancer de prostată și ameliorarea cancerului pulmonar sau de sân, reducerea PSA (antigen specific prostatic), reumatism, infecții virale (cum ar fi gripa, herpesul), mai departe pentru întărirea splinei și a ficatului, drenarea toxinelor, reducerea mucusului și bun pentru hepatita cronică. Se recomandă în special la oboseală și infecțiile ale tractului respirator superior, tractului digestiv și combate infecțiile tractului urinar precum digestive ( bacteria Helicobacter pylori). Se spune mai departe, că ar susține apărarea celulară și ar putea inhiba răspândirea ulterioară (metastaze) în bolile tumorale. Alte studii in domeniu susțin că ciupercile Trametes versicolor cresc efectele chimioterapiei în tratamentele pentru combaterea cancerului și reduc efectele secundare ale radioterapiei. Există și cercetători care au descoperit în corpul fructifer o serie de compuși heterociclici și aromatici care au proprietăți antioxidante. Această ciupercă medicinală a fost subiectul celor mai multe cercetări științifice din lume, acționând ca un compus care modifică răspunsul biologic și este mult cultivată în condiții aseptice, fiind procesată în formă de pulbere sau tablete și distribuită global, astfel de asemenea în România.
Mai departe, unele studii au evidențiat potențialul acestei specii de a neutraliza unele vopsele sintetice din soluțiile apoase rezultate în procesele de vopsire a firelor textile.